# Dambach (près Birkenfeld)
Pour les articles homonymes, voir Dambach (homonymie).
Dambach est une commune associée à Birkenfeld du land de Rhénanie-Palatinat (Allemagne).